# Rougeotiana praeclararia
Rougeotiana praeclararia là một loài bướm đêm trong họ Noctuidae.